# Orbanići (gmina Marčana)
Orbanići – wieś w Chorwacji, w żupanii istryjskiej, w gminie Marčana. W 2011 roku liczyła 164 mieszkańców.